# Ancema sudica
Ancema sudica är en fjärilsart som beskrevs av Evans 1926. Ancema sudica ingår i släktet Ancema och familjen juvelvingar. Inga underarter finns listade i Catalogue of Life.